# Transportes Dois de Julho
A Transportes Dois de Julho é uma empresa de transporte coletivo metropolitano por ônibus da Região Metropolitana de Salvador, Bahia.
A empresa foi vendida para o Grupo Weipar em fevereiro de 2011. O grupo reúne ainda as subsidiárias Expresso Vitória Bahia, Auto Viação Camurujipe, RD Turismo e Cacique Transportes.
Reclamações contra o serviço prestado pela empresa somam 79 registros realizados na Agência Estadual de Regulação de Serviços Públicos de Energia, Transportes e Comunicações da Bahia (Agerba), órgão de fiscalização estadual, nos nove primeiros meses de 2016. Na Superintendência de Trânsito do Salvador (Transalvador), órgão municipal que registra ocorrências em Salvador, foram 308 infrações registradas no período de 20 meses anteriores a setembro de 2016. As queixas se referem ao excesso de velocidade, atrasos, idade da frota, desobediência aos pontos de parada e problemas no sistema de bilhetagem eletrônica.